# بنجامین سانتلی
بنجامین سانتلی (انگلیسی: Benjamin Santelli؛ زادهٔ ۱۶ نوامبر ۱۹۹۱) بازیکن فوتبال است.